# Museum voor de Geschiedenis van de Geneeskunde

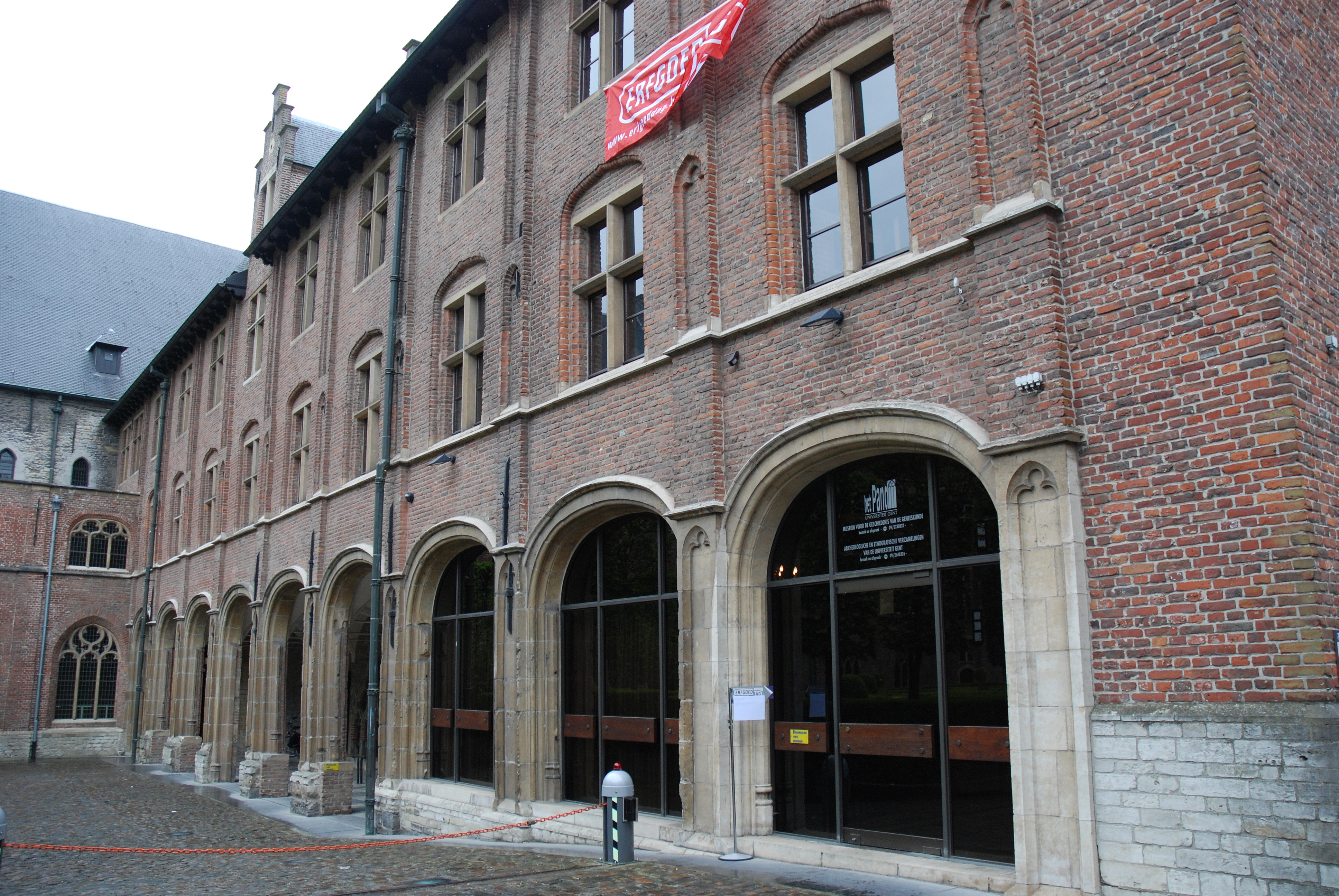
Museum voor Geschiedenis van de Geneeskunde

Het Museum voor de Geschiedenis van de Geneeskunde is een museum met een verzameling stukken medisch erfgoed, in de Belgische stad Gent, gesticht op 1 oktober 1991.
Het museum is ondergebracht in de voormalige kloostercellen van de middenvleugel van het gerestaureerde dominicanenklooster Het Pand, anno 2009 het Cultureel Centrum van de Universiteit Gent.
Het museum stelt toestellen en instrumenten tentoon uit de wereld van de geneeskunde.
De verzameling toont instrumenten en voorwerpen in ruim veertig vitrines - gebruikt in volgende deelspecialismen:
- instrumenten uit de 1e eeuw uit Pompeï en Herculaneum
- paleopathologie
- chirurgie
- gynaecologie
- anesthesie
- antisepsis en asepsis
- tandheelkunde
- psychiatrie
- fysiologie
- geneesmiddelen en medisch onderwijs

Verder vindt men er boeken, schilderijen en beelden. De collectie is zowel afkomstig uit privaat bezit als uit die van de Universiteit Gent. Een verzameling die werd aangelegd via een fonds geschonken door koning Willem I van Nederland in 1817 is hier ook ondergebracht.
De bibliotheek is ondergebracht in de biomedische bibliotheek van het UZ Gent.
De Stichting Jan Palfyn was de initiatiefnemer. Ze ontleent haar naam aan Jan Palfijn, de Vlaamse verloskundige. Zijn naam is nauw verbonden aan de door hem ontworpen verlostang die hij in 1723 in de openbaarheid brengt en waarvan een kopie in het museum wordt getoond.

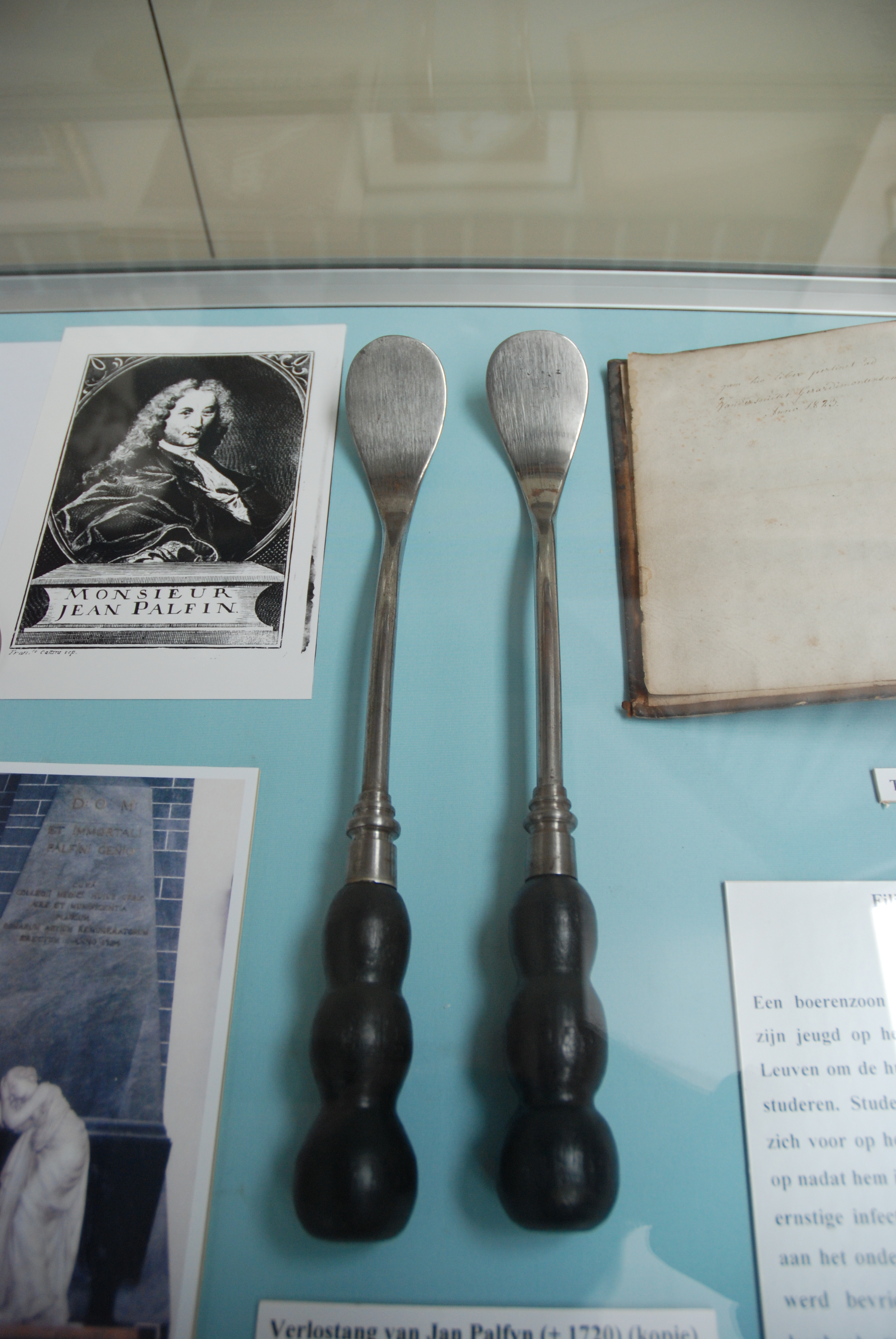
Kopie van de verlostang van Jan Palfijn
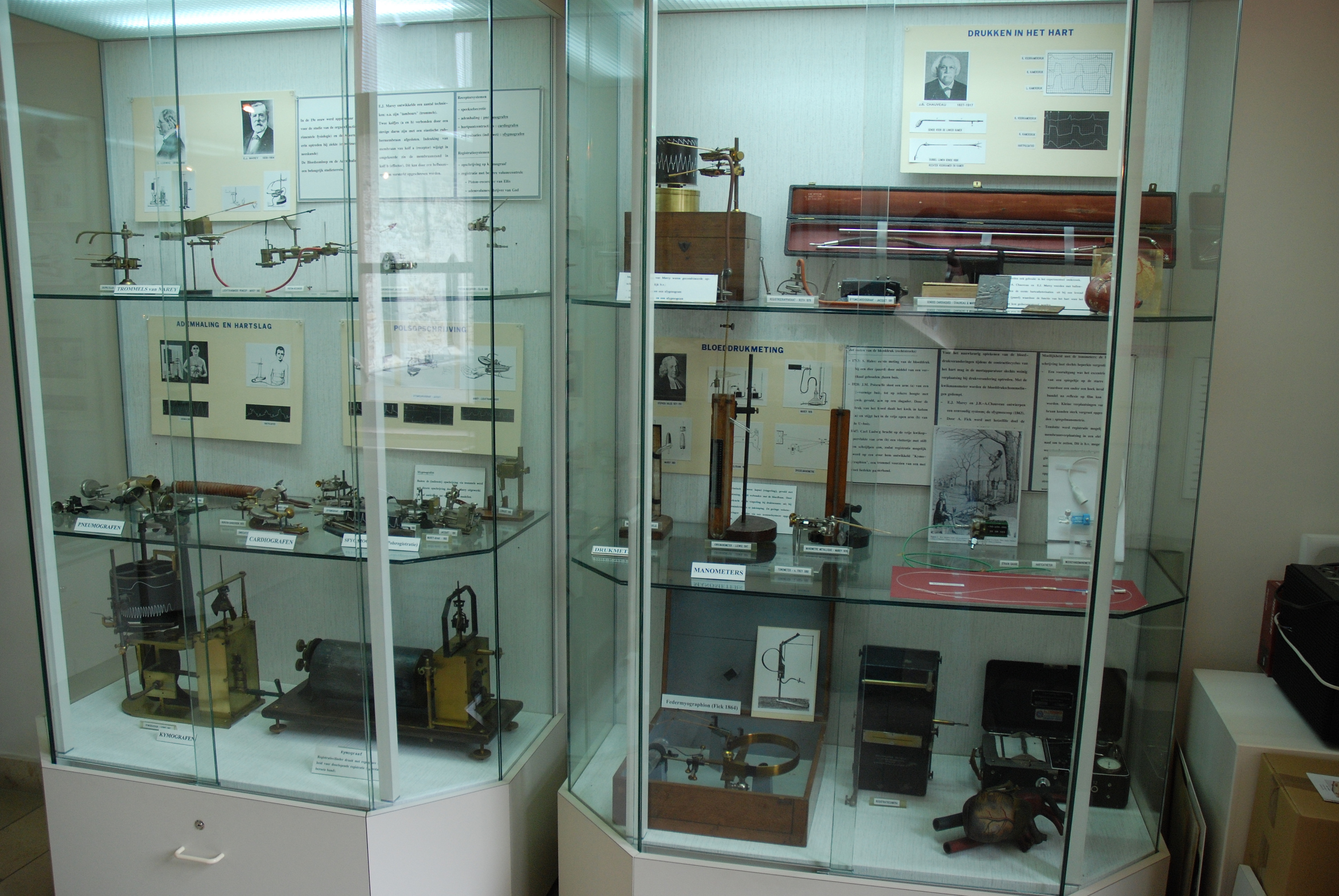